# 886 Washingtonia
886 Washingtonia este un asteroid din centura principală, descoperit pe 16 noiembrie 1917, de George Peters.